# Russula camarophylla
Russule hygrophore
Ne doit pas être confondu avec Hygrophore russule.
Espèce
La russule hygrophore (Russula camarophylla) est une espèce de champignons basidiomycètes de la famille des Russulaceae. Il s'agit d'une russule extrêmement rare découverte en 1968 et seulement signalée en France, en Italie et en Suisse. Elle est blanche avec un chapeau beige à ocre, et par sa physionomie générale et ses lames espacées, elle ressemble aux hygrophores. Elle n'est pas comestible.

## Découverte et taxinomie

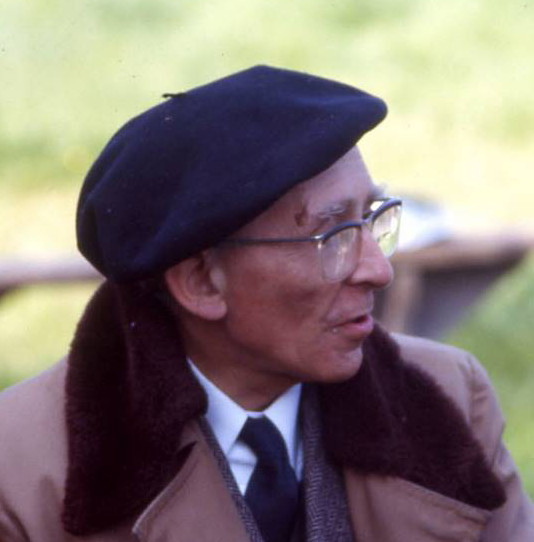
Henri Romagnesi est connu pour ses abondants travaux sur les russules.

Cette russule a été décrite pour la première fois par le mycologue français Henri Romagnesi en 1968 à partir de spécimens récoltés dans la région de la Dombes (Ain). Il a choisi l'épithète spécifique camarophylla pour souligner sa ressemblance physionomiques avec les hygrophores (alors classés dans le genre Camarophyllus), en particulier avec l'hygrophore de l'office. La  « russule hygrophore » a effectivement des lames très espacées et décurrentes qui lui donnent une apparence « hygrophoroïde ».
Russula camarophylla appartient à la section des Archainae, qui est considérée comme la plus primitive du genre Russula. Ce groupe comporte une douzaines d'espèces principalement tropicales signalées en Afrique et en Amérique du Nord et du Sud. Russula camarophylla est donc la russule de cette section à la distribution la plus septentrionale, bien qu'une deuxième espèce européenne ait été décrite en 1998 sous le nom de Russula archaeosuberis.

## Description

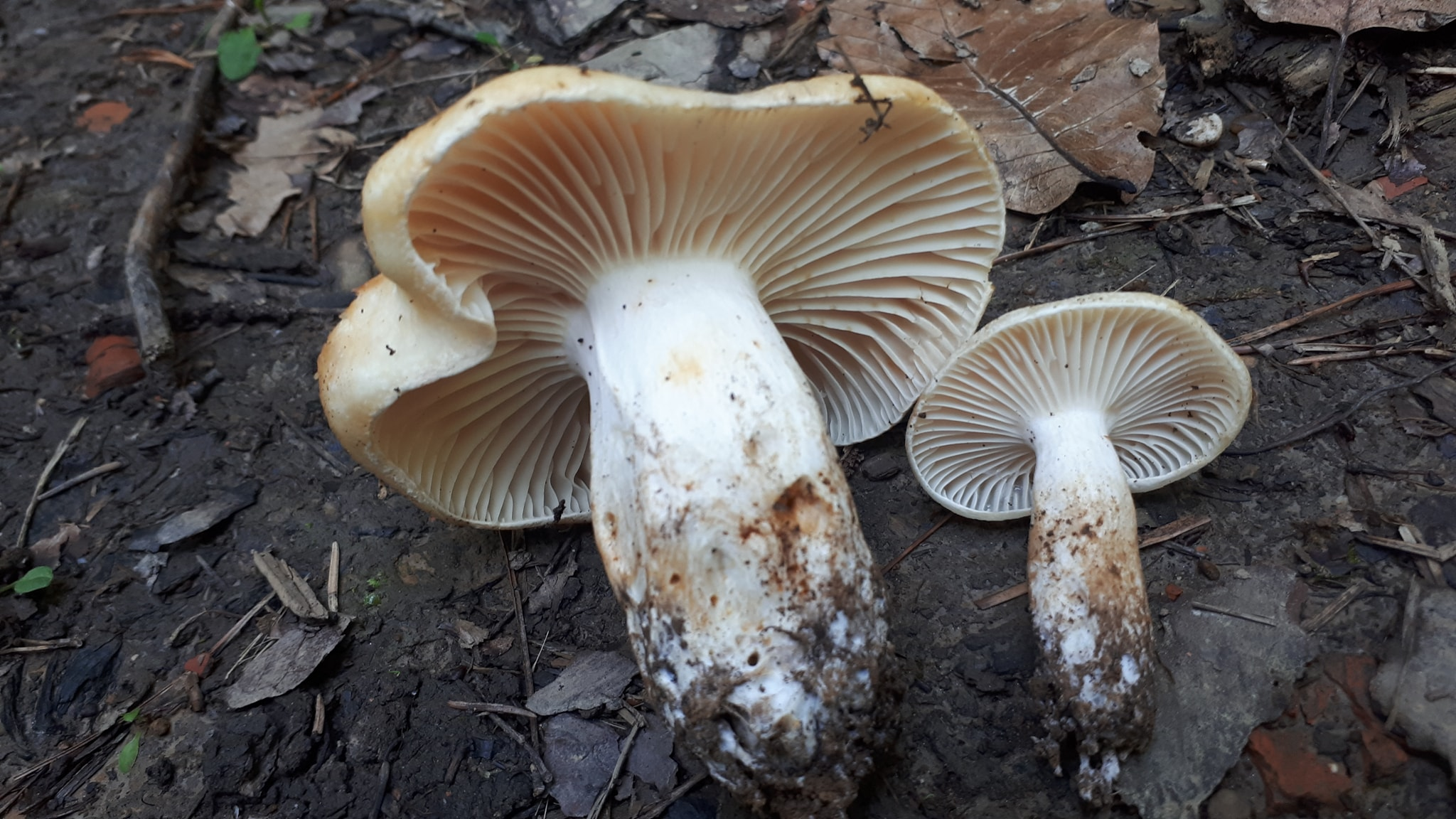
Exemplaires de Russula camarophylla issus de Slovénie, un pays voisin immédiat du Frioul où l'espèce a été répertoriée.

Le chapeau est massif et mesure en moyenne de 4 à 12 cm de diamètre. Il est d'abord convexe, puis s'étale à maturité, et son centre est largement déprimé. Sa surface est sèche, lisse et glabre ou finement pruineuse chez les jeunes spécimens. Elle est craquelée et les crevasses laissent apparaître la chair sous-jacente, qui est blanchâtre. Le chapeau est initialement beige, isabelle ou « croûte de pain », puis brunit graduellement surtout au niveau de la marge et au contact des doigts. Les lames sont espacées (entre 3 et 5 par centimètre) et très épaisses (jusqu'à 3 mm à la base). Elles sont céracées et élastiques, lisses ou légèrement gaufrées, et souvent fourchues au contact avec le pied. Leur couleur varie de l'ivoire à l'ochracé, avec parfois une faible nuance de saumoné et des taches rousses avec l'âge. Le stipe est plutôt trapu (en moyenne 7 cm de long pour 3 cm d'épaisseur) et se rétrécit vers la base, de couleur blanchâtre puis brun clair. La chair, qui est blanche et brunit à l'air, est très ferme et presque croquante. Elle a une saveur douce et une odeur d'abord indistincte, puis assez forte lorsqu'elle sèche, rappelant celle de la croûte d'un vieux fromage. La sporée est blanche et peu abondante .

## Habitat et distribution

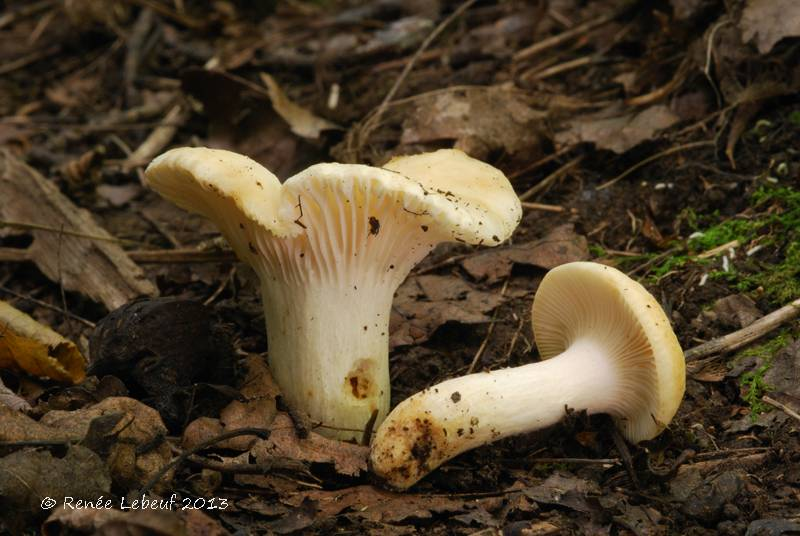
Russula cf. camarophylla (Québec)

La russule hygrophore est un champignon rarissime qui n'a été signalé jusqu'en 2012 qu'en Italie, en Suisse et en France. C'est une espèce mycorhizienne qui pousse sur le sol argileux des forêts de feuillus ou mixtes. La plupart des récoltes ont été faites sous les chênes, mais aussi sous les châtaigniers, les hêtres et les pins. En Italie, elle a principalement été observée en altitude, souvent en zone subalpine. En 2013, une russule semblant correspondre à une nouvelle espèce a été récoltée au Québec et nommée Russula cf. camarophylla par sa similitude à l'espèce européenne. Les mycologues québécois lui ont donné le nom normalisé de « russule à lames arquées ».

## Comestibilité
Il n'existe aucune donnée relative à la comestibilité de cette russule. Elle est probablement sans intérêt, sans être toxique pour autant. Dans tous les cas, sa rareté extrême lui ôte toute utilité pour l'alimentation humaine.